# Đông Ninh Hòa
Đông Ninh Hòa là một phường thuộc tỉnh Khánh Hòa, Việt Nam.

## Lịch sử
Ngày 16 tháng 6 năm 2025, Ủy ban Thường vụ Quốc hội ban hành Nghị quyết số 1667/NQ-UBTVQH15 về việc sắp xếp các đơn vị hành chính cấp xã của tỉnh Khánh Hòa năm 2025 (có hiệu lực từ ngày 16 tháng 6 năm 2025). Trong đó, hợp nhất các phường Ninh Diêm, Ninh Hải, Ninh Thủy và xã Ninh Phước thành phường Đông Ninh Hòa.

## Địa lý
Phường Đông Ninh Hòa có ranh giới với các xã, phường:
- Phía Đông giáp với xã Bắc Ninh Hòa và phường Hòa Thắng.

Phường có diện tích là 134,17 km², dân số năm 2025 là 43.484 người, mật độ dân số đạt 324 người/km².